# Just the Way I'm Feeling
Just the Way I'm Feeling is een nummer van de Welsche rockband Feeder uit 2003. Het is de tweede single van hun vierde studioalbum Heavier Things.
Het nummer werd geschreven in een tijd dat de leden van Feeder in moeilijke omstandigheden verkeerden nadat drummer Jon Allen zelfmoord had gepleegd. Volgens frontman Grant Nicholas was "Just the Way I'm Feeling" het laatste nummer dat hij voor het album schreef en, naar zijn mening, ook het beste nummer van het album. Het nummer bereikte de 10e positie in het Verenigd Koninkrijk, daarbuiten wist het echter geen hitlijsten te bereiken.